# 惠下田荣芳
第十六世井上因碩（1884年—1961年），日本圍棋棋手，生於廣島縣安藝郡，本名惠下仙次郎，後改名惠下田榮芳。

## 生平
1895年至大阪拜於泉秀節門下，1901年入大塚因碩門下，初段。1915年升上五段，升段會上秀哉名人亦有出席，同年在東西對抗賽上遇上秀哉受二子兩場皆敗，之後也參加不少新聞棋賽。
1917年師父田淵因碩（大塚因碩去世後，改師事師兄）去世，井上家門下推薦1915年剛入關西圍棋研究會的雁金準一，但是1919年惠下田榮芳卻獨斷的擅自繼任，遭到以田淵因碩夫人一派的人反對，惠下田便將這些人逐出井上家，隔年惠下田宣布繼承撤回而和解，該年底終於確認繼承為第十六世井上因碩，後世稱之為井上惠下田因碩或直接稱之惠下田榮芳。
1921年六段，並舉辦繼任家督的大會，秀哉名人、方圓社前社長中川龜三郎、社長廣瀨平治郎、雁金準一、加藤信等名人均有出席。之後把浪花會、曉鐘會等為其研究會整併，並復辦1918年解散的關西圍棋研究會。1924年棋界大統一，出現了日本棋院，日本棋院多次勸誘惠下田因碩放棄家元並加入日本棋院，甚至授與名譽九段，但是都遭到拒絕，1926年升上七段，一直到1961年去世，並沒立繼承人，不過門徒津田義孝自稱受同門推薦而又自稱為第十七世井上因碩，不過彼時日本棋院這種現代化觀念已經根深柢固難以撼動，所以世人也多半不承認第十七世，所以1961年惠下田因碩的去世可謂圍棋四大家終點。

## 外部連結
日本圍棋故事